# 221B Baker Street

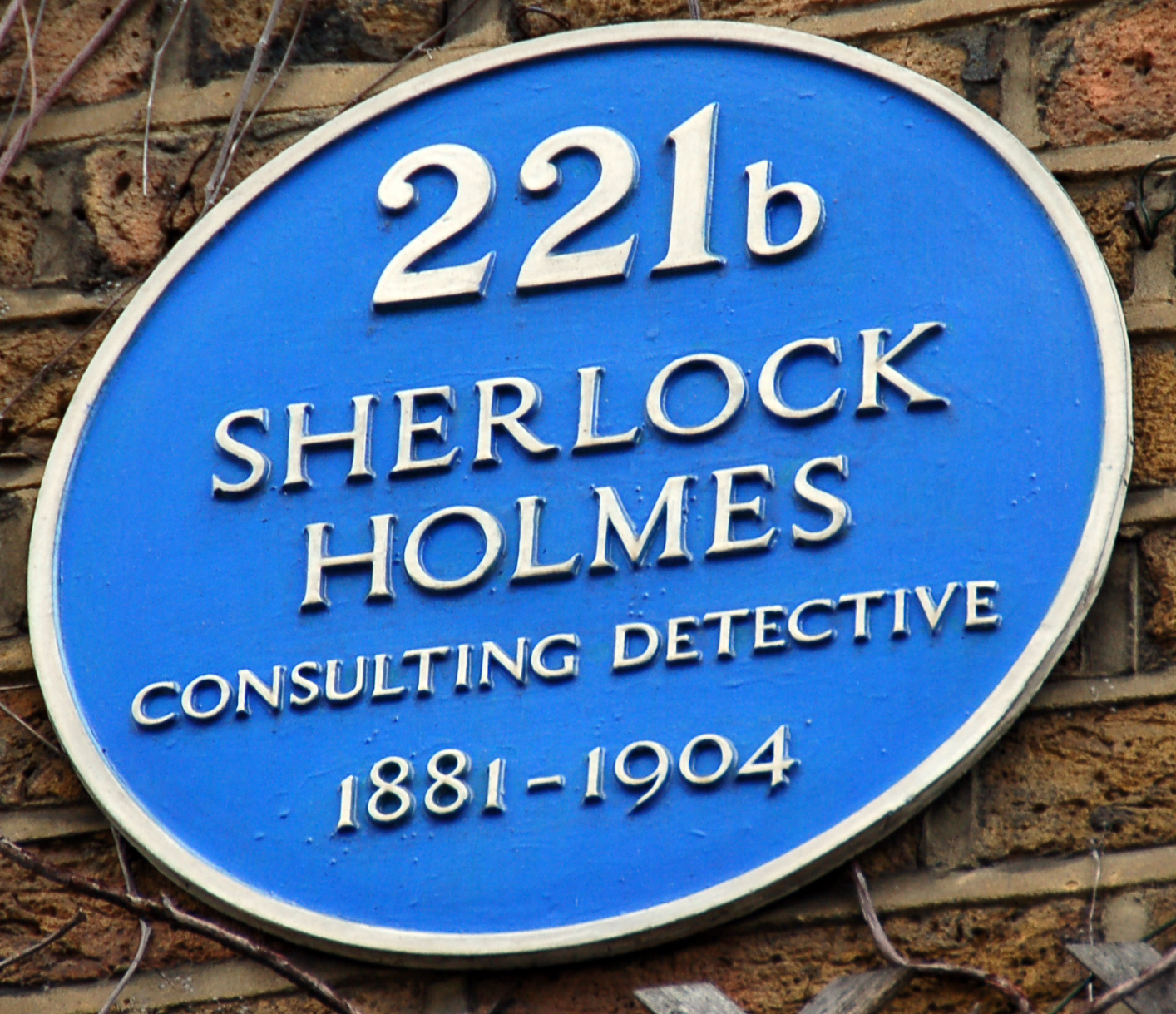

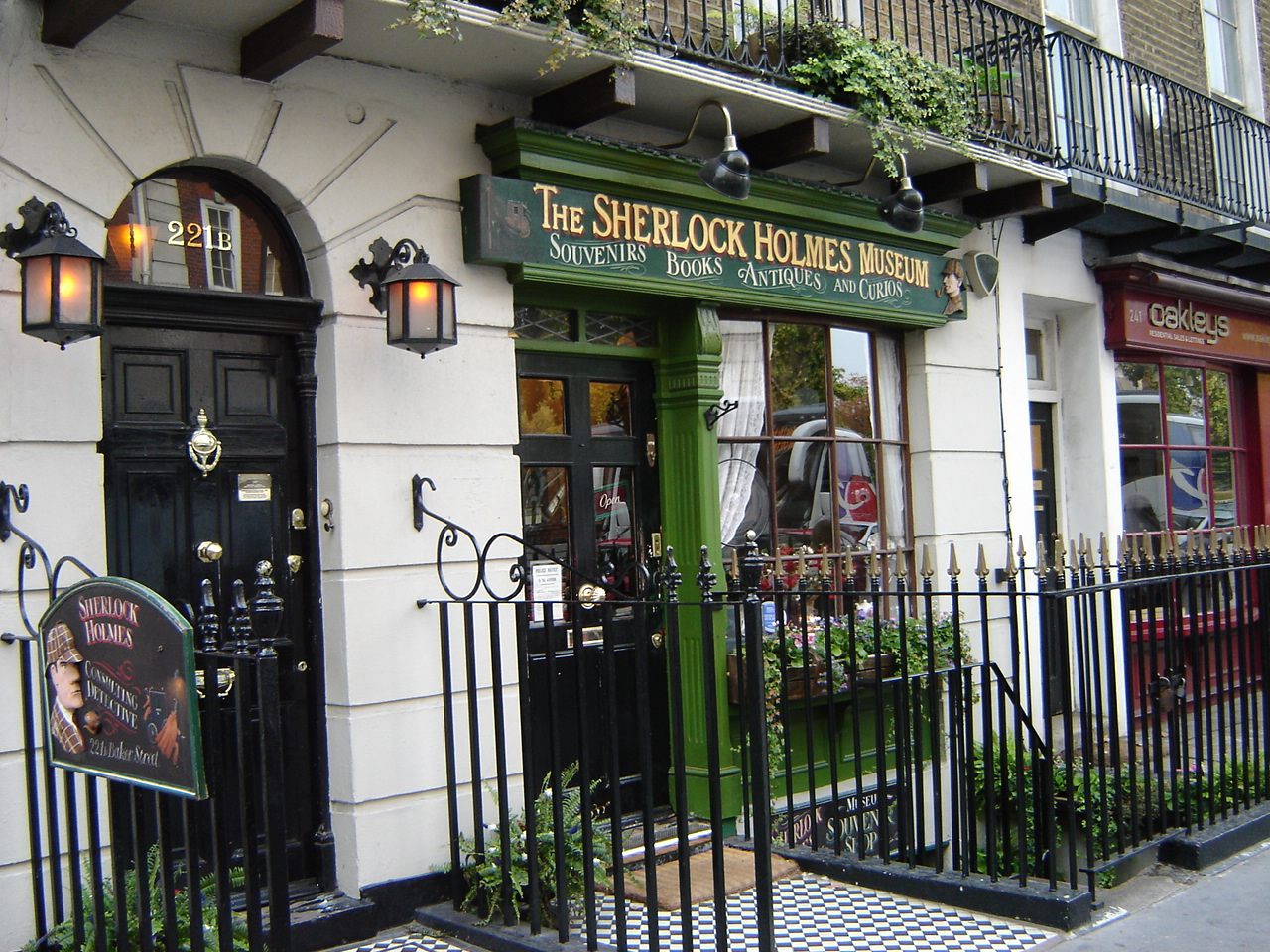
Muzeum Sherlocka Holmesa

221B Baker Street – oficjalne miejsce zamieszkania bohaterów powieści i opowiadań detektywistycznych Arthura Conana Doyle’a Sherlocka Holmesa i jego przyjaciela – Johna Watsona. Właścicielem domu była pani Hudson. Adres ten pojawił się w powieści Studium w szkarłacie, pierwszym kryminale cyklu:

We met next day as he had arranged, and inspected the rooms at No. 221B, Baker Street, of which he had spoken at our meeting.

W czasie publikowania utworów o Holmesie taki budynek nie istniał, powstał dopiero w 1932. Obecne muzeum (221B) znajduje się między budynkami 237 i 241.